# Dura Parchment 24
Dura Parchment 24, oznaczany przy pomocy siglum 0212 na liście Gregory-Aland – grecki rękopis uncjalny Nowego Testamentu, pisany na pergaminie. Jest to również jeden z nielicznych zachowanych chrześcijańskich dokumentów pisanych w formie zwoju. Paleograficznie datowany jest na III wiek (wiek wcześniejszy też jest możliwy). Tekst rękopisu jest harmonią czterech Ewangelii, podobną do Diatessaronu, albo kopią samego Diatessaronu, którego greckim świadkiem jest również {\displaystyle {\mathfrak {P}}^{25}} (Gregory-Aland). Tekst fragmentu, zwłaszcza niektóre jego partie, był kilkakrotnie rekonstruowany. W dalszym ciągu nie wyjaśniono wszystkich zagadek z nim związanych.
Obecnie kodeks przechowywany jest w Bibliotece Rzadkich Ksiąg i Rękopisów im. Beinecke'ów (P. Dura 24) na Uniwersytecie Yale, w New Haven.

## Opis
Zachowany fragment karty nie jest rękopisem Nowego Testamentu w ścisłym tego słowa znaczeniu. Zawiera jedynie frazy ewangeliczne na jednej pergaminowej karcie (10,5 na 9,5 cm). Frazy zostały skopiowane z Mt 27,56-57; Mk 15,40.42; Łk 23,49.50.51; Jan 19,38. Tekst jest pisany w jednej kolumnie na stronę, 15 (lub więcej) linijek w kolumnie, 30–35 liter w linijce. Tylko jedna strona karty jest zapisana, druga natomiast jest pusta. Sugeruje to, że karta pochodzi ze zwoju. Także dziury w pergaminie są bardziej charakterystyczne dla zwoju niż kodeksu. Nomina sacra (imiona święte) pisane są skrótami.
Niektóre z liter uzyskują nietypowe kształty. Litera alfa uzyskuje aż trzy kształty: kapituły, uncjały i minuskuły. Litery tau oraz eta uzyskują w rodzajniku της niezwykłe kształty. Litera mu ma głębokie siodło.
Tekst rękopisu posiada niezwykłe oznaczenia, których jak dotąd nigdzie nie znaleziono – na przykład litera ypsilon (Υ) występuje w kilku miejscach tekstu, ale bez żadnego związku z tekstem. Jej zastosowanie jest całkowicie niezrozumiałe. (Patrz transkrypcja poniżej, minuskułowe ypsilon – υ.)

## Tekst
Rękopis, mimo fragmentarycznego charakteru, przekazuje dwa unikatowe warianty tekstowe. W Łukaszu 23,49 znajduje się unikatowy wariant tekstowy: „żony tych, którzy byli jego uczniami” (albo „żony tych, którzy szli za nim”). W Mateuszu 27,57, miasto Arymatea, normalnie transkrybowane po grecku Αριμαθαια, tutaj występuje w formie Ερινμαθαια (Erinmathea), termin syryjskiego pochodzenia (z błędem itacyzmu).
Tekst dwukrotnie zgadza się z Kodeksem Watykańskim oraz przekładem na dialekt bohairski, przeciwko wszystkim pozostałym rękopisom (w linii 1. dodane zostało αι przed γυναικης; w linii 9. και, znajdujący się pomiędzy αγαθος a δικαιος, został ominięty).
Tekst dwukrotnie zgadza się z Kodeksem Bezy, w linii 4 przekazuje wariant ην δε η ημερα παρασκευη zamiast και ημερα ην παρασκευη [lub παρασκευς]; w linii 9 fraza και ανηρ została ominięta.
Fragment dwukrotnie zgadza się z tekstem syrosynajskim (syrsin). Pierwsza zgodność z syrosynajskim dzielona jest wspólnie z Kodeksem Bezy – ην δε η ημερα zamiast και ημερα ην, druga zgodność to określenie miasta Arimatea jako „miasta w Judei” zamiast „miasta judzkiego”. Ten drugi wariant wspierany jest przez inne syryjskie rękopisy, przez starołaciński Codex Veronensis, Wulgatę, oraz arabski Diatessaron, przeciwko całej greckiej tradycji tekstualne. Fragment nie potwierdza syryjskiej transkrypcji miasta Arymatea – Ramtha.
Typ greckiego tekstu rękopisu nie został zaliczony do żadnej z rodzin tekstualnych, ponieważ jest to tekst Diatessaronu (podobnie Papirus 25) – mimo to Kurt Aland zaliczył manuskrypt do kategorii III.
| Rekonstrukcja tekstu                            | Rekonstrukcja tekstu                               | Rekonstrukcja tekstu           |
| ----------------------------------------------- | -------------------------------------------------- | ------------------------------ |
| Tekst Kodeksu 0212                              | Przekład                                           | Referencje biblijne            |
|                                                 | ...[matka synów                                    |                                |
| [Ζεβεδ]αι̣ο̣υ και Σαλωμη κ[α]ι α̣ι γ̣υ̣να̣ικες        | [Zebed]euszowych, Salome i żony                    | Mt 27,56; Mk 15,40, Łk 23,49c  |
| [των συ]ν̣ακολουθησανων α̣[υτ]ω υ απο της         | [tych, którzy] towarzyszyli Mu od                  |                                |
| [Γαλιλαι]α̣ς ορωσαι τον στ[αυρωθεντ]α. υυυ ην δε | [Galile]i zobaczyć ukrzyżowanego. A                | Łk 23,54                       |
| [η ημερ]α Παρασκευη. υ Σαββατον επεφω-          | [dzie]ń był Przygotowania, który Szabat był oznaj- |                                |
| [σκεν. ο]ψ̣ιας δε γενομενης επι τ̣[η Π]α̣ρ̣[α]σ-    | [mujący]. A kiedy nastał wieczór, Przy-            | Mt 27,57; Mk 15,42             |
| [κευη], υ ο εστιν Προσαββατον, πρ̣ο̣σ-            | [gotowania], to jest, dzień przed szabatem,        |                                |
| [ηλθην] ανθρωπος βουλευτη[ς υ]π̣α̣ρ-              | [przyszedł] człowiek, [na]leżący do rady,          | Mt 27,57; Łk 23,51             |
| [χων α]π̣ο Ερινμαθαια[ς] π[ο]λ̣ε̣ω̣ς της            | z Erynmatei, m[i]asta                              | [Mt 27,57]; Łk 23,51           |
| [Ιουδαι]ας, ονομα Ιω[σεφ], α[γ]αθος̣ δι-         | [judz]kiego, imieniem Jó[zef], d[o]bry i spra-     | Mt 27,57; Łk 23,50a; Łk 23,50c |
| [καιος], ων μαθητης τ[ο]υ̣ Ιη(σου), κ̣ε- υυυυ     | [wiedliwy], był uczniem Jezusa, lecz               | Jn 19,38                       |
| [κρυμ]μενος δε δια τ̣ο̣ν̣ φ̣ο̣βον των                | uk[ryt]ym, ze względu na lęk przed                 |                                |
| [Ιουδαιω]ν, και αυτος προσεδεχτο                | [Żydam]i. On też oczekiwał                         | Mt 27,57; Łk 23,51b            |
| [την] υ β̣[ασιλειαν] του Θ(εο)υ ο̣υτος ουκ        | k[rólestwa] Bożego. Ten człowiek nie               | Łk 23,51a                      |
| [ην συνκατατ] ιθεμ̣εν̣[ο]ς τη β̣[ουλη]             | [zga]dzał się z decy[zją] r[ady]...                |                                |

## Historia rękopisu i jego znaczenie

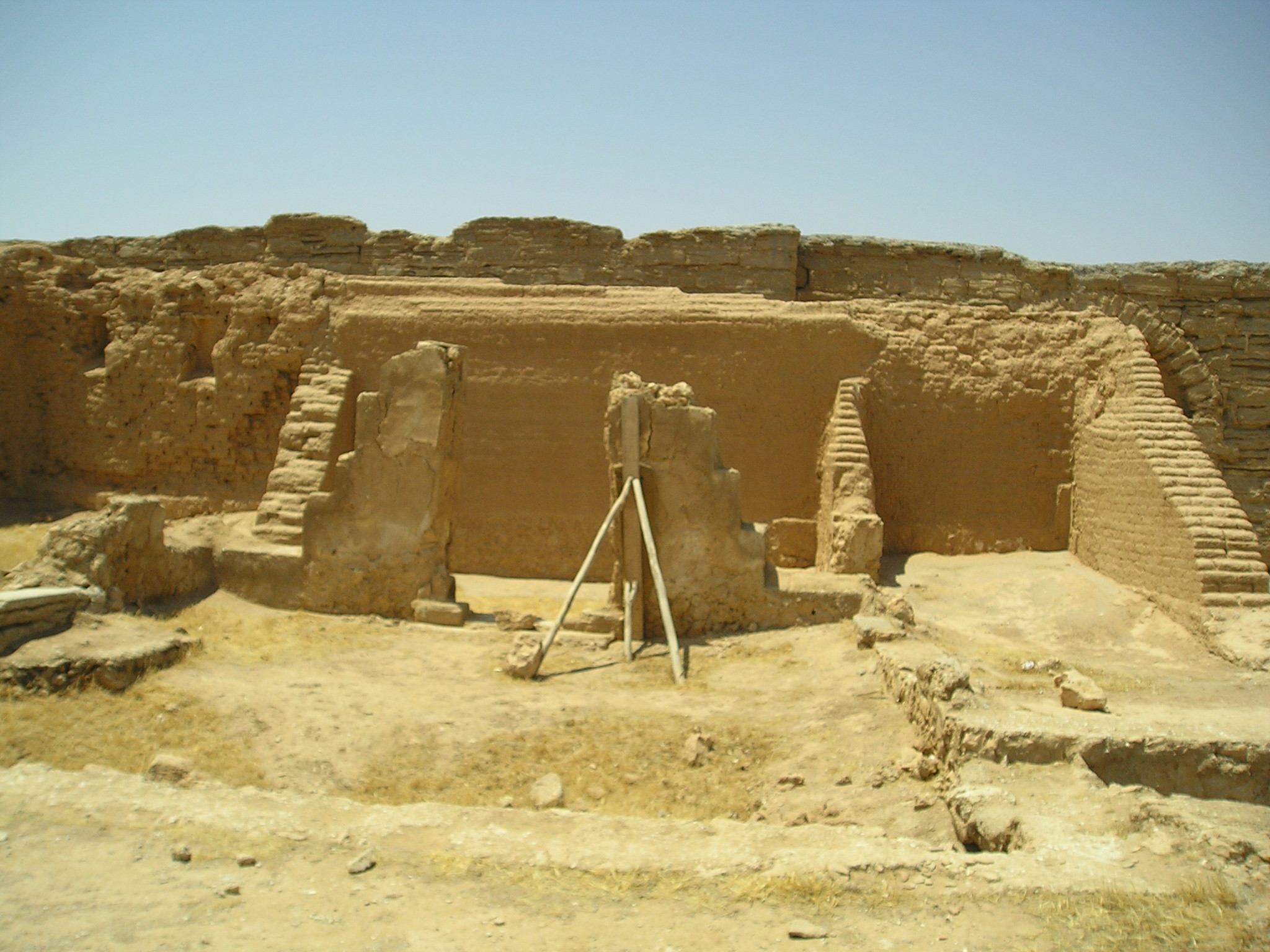
Ruiny chrześcijańskiego kościoła w Dura Europolis, obok których znaleziono fragment Dura

Zachowana karta zwoju (lub kodeksu) Dura Parchment 24 została znaleziona w 1933 roku podczas wykopalisk przeprowadzanych w ruinach rzymskiego miasta Dura Europos w dolnym Eufracie, które zostało zniszczone w 256 roku przez Szapura I, króla perskiego. Oznacza to, że rękopis musiał być sporządzony przed 256 (terminus ad quem). Fragment znaleziono obok ruin domu chrześcijańskiego.
Susan Hopkins jako pierwsza rozpoznała, że zawiera tekst ewangeliczny. Carl H. Kraeling, który opublikował tekst rękopisu w 1935 roku, wraz z obszerną nad nim dyskusją, doszedł do wniosku, że jest to kopia Diatessaronu Tacjana. Tekst kodeksu został ponownie wydany w 1959 roku przez C. Bradforda Wellesa, który dokonał pewnych korekt (rodzajnik αι wstawił przed γυναικες, w rekonstrukcji Kraelinga było odwrotnie).
Przed odkryciem Dura Parchment 24 Diatessaron dostępny był tylko w kopiach przekładów z greckiego na łaciński, arabski i ormiański. Odkrycie tego fragmentu zrewidowało poglądy na Diatessaron: Tacjan skomponował swój Diatessaron z większą starannością i sumiennością, niż sądzono do tej pory. Przypuszczalnie sporządził go z czterech oddzielnych rękopisów, każdy z tekstem innej Ewangelii.
Odstęp czasu pomiędzy stworzeniem Diatessaronu przez Tacjana a powstaniem jego kopii nie mógłby być dłuższy niż 80 lat (jakkolwiek może być krótszy). Pogląd, iż Dura Parchment 24 jest greckim wariantem Diatessaronu, dominował do roku 1999, kiedy to Parker, Taylor i Goodacre przedstawili teorię, że rękopis jest inną wersją harmonii czterech Ewangelii, niezależna od Diatessaronu i bardziej wierna tekstowi ewangelicznemu. W 2003 roku Jan Joosten krytycznie ocenił metodę zastosowaną przez badaczy Taylora, Goodacre oraz Parkera, dowodząc, że zastosowana przez nich metoda wyeliminuje wiele innych świadków Diatessaronu Tacjana z powodu licznych różnic, jakie między nimi zachodzą. Dura Parchment nie dostarcza żadnych dowodów na istnienie innej kompozycji Diatessaronu.
Fragment nie pomaga w rozwiązaniu dyskusji, w jakim języku sporządzony został Diatessaron – greckim czy syryjskim. Francis Burkitt (1864 – 1935) wskazał na różnicę, jaka zachodzi w tekście Łk 23,51 ze starosyryjskimi rękopisami czterech Ewangelii (królestwo niebios i królestwo Boga), w czym jest zgodny z grecką tradycją tekstualną (królestwo Boga). Baumstark, z drugiej strony, zauważył kilka syriacyzmów, jednym z nich jest niezwykła transkrypcja miasta Arimatea (Ερινμαθαια), która wskazuje na syryjskie pochodzenie.